# Веб-граф
Веб-граф описывает направленные ссылки между страницами Всемирной паутины. В общем случае граф состоит из нескольких вершин, некоторые пары из которых соединены между собой ребрами. В ориентированном графе, ребра имеют направление. Веб-граф является ориентированным графом, вершины которого соответствуют веб-страницам сети, а рёбра — связям между ними. При этом ребро направленное со страницы X в направлении страницы Y строится в случае, если на странице X есть гиперссылка на страницу Y.